# Bálint Sándor (biológus)
Bálint Sándor (Kolozsvár, 1860. január 8. – Budapest, 1922. augusztus 29.) biológus, ampelológus.

## Életrajza
Tanulmányait a kolozsvári egyetemen végezte. 1887-től az állat- és összehasonlító bonctani tanszék tanársegédje lett. 1890-től az Erdélyi Múzeum állattárában őrsegéd, majd 1901-től Budapesten a Magyar Királyi Központi Szőlészeti Kísérleti Állomás és Ampelológiai Intézet növénybiológiai osztályának vezetője volt.
Budapesten, 1922. augusztus 29-én 62 évesen érte a halál.

## Munkái
- Az epeira diademeta Cl. idegrendszerének bonc- és szövettana (Kolozsvár, 1887)